# Campeonato Catarinense de Futebol de 1959
O Campeonato Catarinense de Futebol de 1959 foi a 35ª edição do certame.
Foi vencido pelo Paula Ramos Esporte Clube, sendo o vice-campeão o Caxias Futebol Clube.